# Cyclosa centrifaciens
Cyclosa centrifaciens är en spindelart som beskrevs av Richard Hingston 1927. Cyclosa centrifaciens ingår i släktet Cyclosa och familjen hjulspindlar.
Artens utbredningsområde är Myanmar. Inga underarter finns listade i Catalogue of Life.